# آل حاتم مران (مودية)

تعديل مصدري - تعديل

آل حاتم مران هي إحدى قرى عزلة مودية بمديرية مودية التابعة لمحافظة أبين، بلغ تعداد سكانها 528 نسمة حسب تعداد اليمن لعام 2004.